# Powiat gnieźnieński
Powiat gnieźnieński – powiat w Polsce (województwo wielkopolskie), utworzony w 1999 roku w ramach reformy administracyjnej. Jego siedzibą jest miasto Gniezno.
Pod nazwą powiat gnieźnieński funkcjonowała również jednostka administracyjna m.in. w okresie I Rzeczypospolitej, II Rzeczypospolitej (1919–1939) oraz w latach Polski Ludowej (1945–1975).
W skład powiatu wchodzą:
- gminy miejskie: Gniezno
- gminy miejsko-wiejskie: Czerniejewo, Kłecko, Trzemeszno, Witkowo
- gminy wiejskie: Gniezno, Kiszkowo, Łubowo, Mieleszyn, Niechanowo
- miasta: Czerniejewo, Gniezno, Kłecko, Trzemeszno, Witkowo

Przed 1 stycznia 1999 r. wszystkie gminy powiatu należały do województwa poznańskiego, z wyjątkiem gminy Witkowo, która należała do województwa konińskiego oraz gminy Trzemeszno, która należała do województwa bydgoskiego.
Według danych z 31 grudnia 2019 roku powiat zamieszkiwało 145 418 osób. Natomiast według danych z 30 czerwca 2020 roku powiat zamieszkiwały 145 393 osoby.

## Opis
Powiat gnieźnieński to znaczące miejsce na kulturowej i historycznej mapie Wielkopolski. Prawdopodobnie na obszarze Ostrowa Lednickiego Mieszko I przyjął chrzest, wprowadzając kraj w krąg kultury chrześcijańskiej. W gnieźnieńskiej archikatedrze złożone zostały szczątki św. Wojciecha – patrona Polski. W Gnieźnie krzyżuje się też najstarsza trasa turystyczna w kraju – Szlak Piastowski. To jeden z najbardziej znanych szlaków kulturowych w Polsce. Obejmuje miejscowości związane z historią panowania rodu Piastów do roku 1370. Szlak Piastowski przebiega przez obszar dwóch województw: wielkopolskiego oraz kujawsko–pomorskiego. Aktualnie szlak ma charakter liniowy, z dwiema przecinającymi się w Gnieźnie trasami. Silnym elementem gospodarki powiatu gnieźnieńskiego jest turystyka. Na jego terenie funkcjonuje odcinek Szlaku św. Jakuba, Szlak Architektury Drewnianej, Szlak Kłeckich Świątyń, Szlak Pałaców i Dworów oraz Szlak Śladami Mitów i Legend. Z myślą o rowerzystach w latach 2011–2013 w powiecie wytyczono oraz oznakowano nowe szlaki rowerowe. Powstało pięć, zróżnicowanych pod względem długości i trudności, tras. Każda z nich zaczyna się na gnieźnieńskim rynku i prowadzi przez atrakcje turystyczne powiatu. Atrakcją dla zwolenników aktywnego wypoczynku są liczne zbiorniki wodne, z bardzo popularnym wśród turystów ośrodkiem w Skorzęcinie. Ofertę regionu dopełnia również propozycja ośrodków jeździeckich, fabryk bombek choinkowych, zabytkowa parowozownia i muzea techniki. Główne muzea w powiecie gnieźnieńskim to: Muzeum Archidiecezjalne i Muzeum Początków Państwa Polskiego w Gnieźnie oraz Muzeum Pierwszych Piastów na Lednicy.

## Statystyka[4]

### Demografia
| Stan ludności i ruch naturalny (źródło: GUS)                 | Stan ludności i ruch naturalny (źródło: GUS) | Stan ludności i ruch naturalny (źródło: GUS) |
| ------------------------------------------------------------ | -------------------------------------------- | -------------------------------------------- |
| Pozycja                                                      | Jednostka miary                              | 31.12.2015                                   |
| liczba ludności ogółem                                       | osoba                                        | 145 085                                      |
| mężczyźni                                                    | osoba                                        | 71 167                                       |
| kobiety                                                      | osoba                                        | 73 918                                       |
| w miastach                                                   | osoba                                        | 90 376                                       |
| na wsi                                                       | osoba                                        | 57 709                                       |
| na 1 km²                                                     | osoba                                        | 116                                          |
| w wieku przedprodukcyjnym                                    | osoba                                        | 28 576                                       |
| w wieku produkcyjnym, w tym:                                 | osoba                                        | 90 680                                       |
| w wieku produkcyjnym mobilnym                                | osoba                                        | 58 227                                       |
| w wieku produkcyjnym niemobilnym                             | osoba                                        | 32 453                                       |
| w wieku poprodukcyjnym                                       | osoba                                        | 25 829                                       |
| w wieku nieprodukcyjnym na 100 osób w wieku produkcyjnym     | osoba                                        | 60,0                                         |
| w wieku poprodukcyjnym na 100 osób w wieku przedprodukcyjnym | osoba                                        | 90,4                                         |
| w wieku poprodukcyjnym na 100 osób w wieku produkcyjnym      | osoba                                        | 28,5                                         |
| przyrost naturalny na 1000 ludności                          | -                                            | 0,7                                          |

### Rynek pracy
| Pracujący (źródło: GUS) | Pracujący (źródło: GUS) | Pracujący (źródło: GUS) |
| --- | ----------------------- | ----------------------- |
| Pozycja | Jednostka miary         | 31.12.2014              |
| pracujący ogółem | osoba                   | 32 389                  |
| mężczyźni | osoba                   | 16 437                  |
| kobiety | osoba                   | 15 952                  |
| pracujący w sekcji: |                         |                         |
| rolnictwo, leśnictwo, łowiectwo i rybactwo                                                                                        | osoba                   | 6 902                   |
| przemysł i budownictwo | osoba                   | 9 558                   |
| handel; naprawa pojazdów samochodowych; transport i gospodarka magazynowa; zakwaterowanie i gastronomia; informacja i komunikacja | osoba                   | 6 628                   |
| działalność finansowa i ubezpieczeniowa; obsługa rynku nieruchomości                                                              | osoba                   | 679                     |
| pozostałe usługi | osoba                   | 8 622                   |
| Bezrobocie |                         |                         |
| pozycja | jednostka miary         | 31.12.2015              |
| liczba bezrobotnych ogółem | osoba                   | 4 705                   |
| mężczyźni | osoba                   | 1 993                   |
| kobiety | osoba                   | 2 712                   |
| zamieszkali na wsi | osoba                   | 1 631                   |
| z prawem do zasiłku | osoba                   | 678                     |
| stopa bezrobocia rejestrowanego                                                                                                   | %                       | 9,3                     |

### Podmioty gospodarcze
| Podmioty gospodarcze (źródło: GUS)                | Podmioty gospodarcze (źródło: GUS) | Podmioty gospodarcze (źródło: GUS) |
| ------------------------------------------------- | ---------------------------------- | ---------------------------------- |
| Pozycja                                           | Jednostka miary                    | 31.12.2015                         |
| podmioty gospodarki narodowej ogółem              | jedn. gosp.                        | 15 549                             |
| sektor prywatny ogółem, w tym:                    | jedn. gosp.                        | 15 079                             |
| spółki handlowe z udziałem kapitału zagranicznego | jedn. gosp.                        | 138                                |
| podmioty według rodzajów działalności:            |                                    |                                    |
| rolnictwo, leśnictwo, łowiectwo i rybactwo        | jedn. gosp.                        | 377                                |
| przemysł i budownictwo                            | jedn. gosp.                        | 3 846                              |
| usługi                                            | jedn. gosp.                        | 11 326                             |
| Podmioty według klas wielkości:                   |                                    |                                    |
| 0 – 9 osób pracujących                            | jedn. gosp.                        | 14 866                             |
| 10 – 49 osób pracujących                          | jedn. gosp.                        | 547                                |
| 50 – 249 osób pracujących                         | jedn. gosp.                        | 129                                |
| 250 – 999 osób pracujących                        | jedn. gosp.                        | 7                                  |

## Gospodarka
W końcu września 2019 liczba zarejestrowanych bezrobotnych w powiecie gnieźnieńskim obejmowała ok. 1,8 tys. mieszkańców, co stanowi stopę bezrobocia na poziomie 3,6% do aktywnych zawodowo.

## Hejnał Powiatu Gnieźnieńskiego

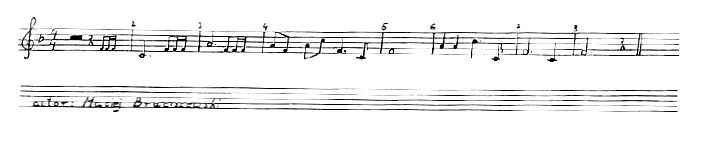

## Sąsiednie powiaty
- słupecki
- wrzesiński
- poznański
- wągrowiecki
- żniński (kujawsko-pomorskie)
- mogileński (kujawsko-pomorskie)